# Odd Project
Gli Odd Project sono stati un gruppo musicale statunitense formatosi nel 2000 nella Contea di Orange (California) e scioltosi nel 2007.

## Formazione

### Ultima
- Michael "Jag" Jagmin – voce
- Scott Zschomler – chitarra solista, voce
- Eric Cline – basso, voce secondaria
- Greg Pawloski – chitarra ritmica
- Christian Escobar – batteria

### Ex componenti
- Matt Lamb – voce
- Zyler Gilley – batteria
- Mike Knowlton – chitarra
- Jon Kintz-Birwood – basso, voce secondaria

## Discografia

### Album in studio
- 2004 – The Second Hand Stopped
- 2006 – Lovers, Fighters, Sinners, Saints

### Demo
- 2002 – April 2002 Demo
- 2002 – October 2002 Demo
- 2003 – July 2003 Demo